# 카라카

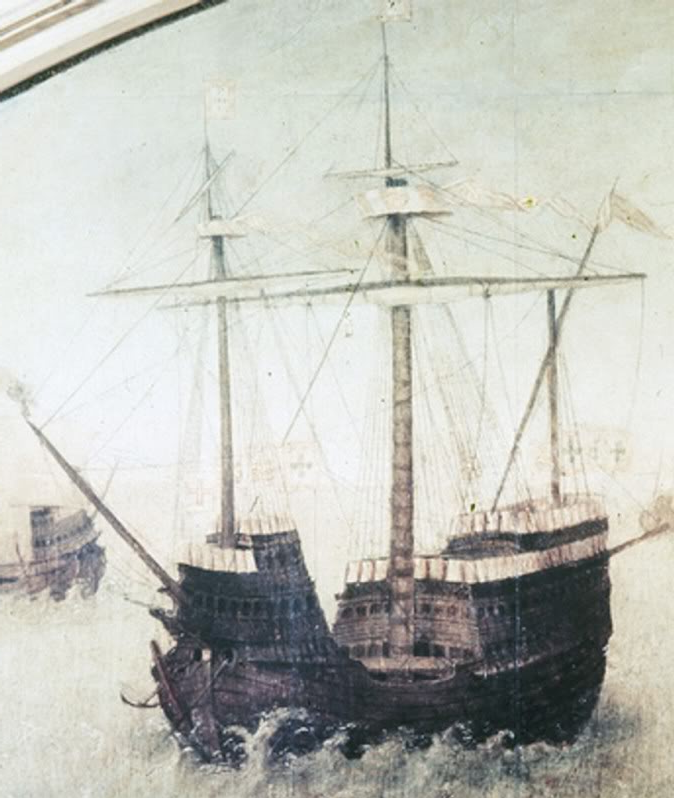

카라카(포르투갈어: carraca, 카탈루냐어: carraca, 영어: carrack 캐럭[kǽrək][*]), 또는 나오(스페인어: nao, 포르투갈어: nau)는 돛대가 3-4개인 원양항해용 범선의 일종으로, 14-15세기 유럽, 특히 포르투갈에서 개발되었다. 중세의 1대박이 상선 코게로부터 진화한 배로, 처음에는 지중해-발트해 무역에서 사용되다가 대항해시대에 항로가 개척되면서 아프리카 무역 및 대서양 횡단무역에서 사용되었다.
카라카는 충분히 큰 체급 덕분에 악천후를 견딜 수 있었고, 또한 많은 적재량으로 충분한 보급품을 실을 수 있어 원양항해에 적합했다. 후기형 카라카는 앞돛대와 주돛대에 사각돛을 달고 뒷돛대에 삼각돛을 달았다. 선수루와 선미루가 극단적으로 높았고, 선수루 앞에 제1사장을 달았다. 이후 카라카가 주력 선급으로 활약하는 동안 이 기본 설계는 거의 변함없이 유지되었으며, 역사상 가장 영향력 있는 선박 설계 중 하나였다. 이 최종형태의 카라카는 15세기 말 포르투갈의 대(對)아시아(중국・일본) 무역에 사용되다가, 16세기에 등장한 갈레온에 의해 17세기에 대체되었다
.

## 같이 보기
- 정크 (선박)